# Forcipomyia supplex
Forcipomyia supplex är en tvåvingeart som beskrevs av Debenham 1987. Forcipomyia supplex ingår i släktet Forcipomyia och familjen svidknott. Inga underarter finns listade i Catalogue of Life.